# Completas
Se denomina completas a la última oración de la Liturgia de las Horas (véase horas canónicas). Estando toda la comunidad reunida en la iglesia, se da gracias a Dios por el día que se acaba y se le pide su protección divina para el descanso nocturno. 
Se rezan de noche, generalmente antes de dormir. A diferencia de las otras oraciones, que reciben su nombre por el lugar que ocupaban el horario diario romano (laudes, a las 6 de la mañana, al amanecer; a las 3 horas, la tercia; a las seis horas (mediodía), la sexta (de donde deriva la palabra siesta); a las nueve horas, la nona), la completa recibe este nombre pues se celebran cuando al llegar la noche y antes de dormir, se ha completado el día.

## Esquema de la celebración de completas
- Invocación inicial:

- Dios mio, ven en mi auxílio…
- y Gloria;

Gloria al Padre, y al Hijo, y al Espíritu Santo .
Como era en el principio, ahora y siempre
por los siglos de los siglos, Amen.
- en versión latina:

Gloria Patri, et Filio, et Spiritui sancto.
Sicut erat in principio, et nunc, et semper
et in saecula saeculorum, Amen.
- Examen de conciencia, opcional, según el que preside la liturgia, pudiendo finalizarse con un Confiteor o yo pecador, como fórmula de absolución utilizada en la misa.
- Himno.
- Uno o dos salmos, con su respectiva antífona.
- Lectura breve de la Biblia.
- Responsorio breve, que responde a la lectura.
- Cántico evangélico o Cántico de Simeón (Lc 3, 29-32), también llamado Nunc dimittis (por sus primeras palabras, en latín).
- Oración final
- Despedida
- Antífona o cántico a Nuestra Señora